# Арп, Хэлтон Кристиан
Хэлтон Кристиан Арп, (англ. Halton Christian Arp; 21 марта 1927, Нью-Йорк — 28 декабря 2013, Мюнхен) — американский астроном, получивший известность благодаря созданному им Атласу пекулярных галактик, в котором перечислено большое количество пекулярных и взаимодействующих галактик.

## Биография
Хэлтон Кристиан Арп родился 21 марта 1927 года в Нью-Йорке.
Степень бакалавра он получил в Гарварде в 1949 году.
Степень Доктора философии (англ. Ph.D) была получена им в Калифорнийском технологическом институте в 1953 году, после чего он работал в Институте Карнеги, выполнял исследования в Паломарской обсерватории, Обсерватории Маунт-Вилсон. Кроме того, он работал в Университете Индиана. В 1983 году стал членом Общества (Института) Макса Планка в Германии.

## Научная деятельность
В 1960 годах Хэлтон Кристиан Арп высказал теорию о том, что квазары — это объекты, выброшенные из ядер активных галактик. Теория была высказана в противовес предположения Мартена Шмидта о том, что квазары — это чрезвычайно далёкие галактики (что подтверждалось их значительным красным смещением из-за явления расширения Вселенной).
Доказательство своей гипотезы Арп видел в том, что на некоторых фотографиях квазары размещались на переднем плане (или в непосредственной близости) относительно галактик, которые, в соответствии с Законом Хаббла, располагались значительно ближе к Земле. Также он отмечал, что квазары не расположены произвольно по всему небу, а стремятся располагаться недалеко от других известных галактик. Объяснение большого красного смещения, по мнению Арпа, было не «космологическим», а «внутренним», например, связанным с выбросом квазара из ядра активной галактики. Отдельные факты наблюдений (в частности, галактик Дева А, Центавр А) подтверждали теорию Арпа.
Прогресс в развитии средств изучения космоса с момента выдвижения гипотезы Арпа позволил более глубоко изучить квазары, в результате чего сейчас они, в основной своей массе, признаются очень удалёнными галактиками с большим красным смещением. Глубокие исследования космоса, такие, как Hubble Deep Field позволили найти сходство спектров квазаров и галактик поблизости, в том числе в рентгеновском и в радио диапазонах. Несмотря на эти факты Арп полностью не отказался от своей гипотезы и продолжал публиковать материалы в её подтверждение.

## Атлас пекулярных галактик
В 1966 году Арп опубликовал каталог галактик, который служит наглядной иллюстрацией процесса эволюции, изменения, взаимодействия и поглощения галактик.